# The Man Who Wasn't There
The Man Who Wasn't There er en amerikansk film fra 2001 af Joel og Ethan Coen. Filmen, der er i sort-hvid, er fortalt i neo-noir-stil og centrerer omkring Ed Crane (Billy Bob Thornton), der er frisør i efterkrigstidens USA.

## Medvirkende
- Billy Bob Thornton – Edward 'Ed' Crane
- Frances McDormand – Doris Crane
- Michael Badalucco – Frank
- James Gandolfini – David 'Big Dave' Brewster
- Scarlett Johansson – Birdy Abundas
- Christopher McDonald